# جيمس أونيل
جيمس أونيل (بالإنجليزية: James O'Neill)‏ هو ممثل أيرلندي، ولد في 15 نوفمبر 1847 في جمهورية أيرلندا، وتوفي في 10 أغسطس 1920 في الولايات المتحدة.

## وصلات خارجية
- جيمس أونيل على موقع IMDb (الإنجليزية)
- جيمس أونيل على موقع الموسوعة البريطانية (الإنجليزية)
- جيمس أونيل على موقع قاعدة بيانات برودواي على الإنترنت (الإنجليزية)
- جيمس أونيل على موقع قاعدة بيانات الفيلم (الإنجليزية)